# Turnback Glacier
Der Turnback Glacier (englisch für Umkehrgletscher) ist ein Gletscher auf Südgeorgien im Südatlantik. Er ist ein Seitenarm des Fortuna-Gletschers und fließt in östlicher Richtung zur Fortuna Bay.
Die dreiköpfige Mannschaft um den britischen Polarforscher Ernest Shackleton wählte ihn 1916 im Zuge der Endurance-Expedition (1914–1917) bei der Durchquerung Südgeorgiens zur Rettung der auf Elephant Island gestrandeten Expeditionsteilnehmer im Irrglauben, über ihn zur Walfangstation Stromness zu gelangen und musste hier umkehren. Das UK Antarctic Place-Names Committee benannte ihn 2014 in Erinnerung an dieses Ereignis.